# وليام جيل
السير ويليام جيل (بالإنجليزية: William Gell)‏ (1 أبريل 1777 - 4 فبراير 1836) كان مصور وعالم آثار كلاسيكي إنجليزي.